# Gallatin (Misuri)
Gallatin es una ciudad ubicada en el condado de Daviess en el estado estadounidense de Misuri. En el Censo de 2010 tenía una población de 1786 habitantes y una densidad poblacional de 249,4 personas por km².

## Geografía
Gallatin se encuentra ubicada en las coordenadas 39°54′37″N 93°57′50″O / 39.91028, -93.96389. Según la Oficina del Censo de los Estados Unidos, Gallatin tiene una superficie total de 7.16 km², de la cual 7.12 km² corresponden a tierra firme y (0.61%) 0.04 km² es agua.

## Demografía
Según el censo de 2010, había 1786 personas residiendo en Gallatin. La densidad de población era de 249,4 hab./km². De los 1786 habitantes, Gallatin estaba compuesto por el 97.98% blancos, el 0.34% eran afroamericanos, el 0.11% eran amerindios, el 0.06% eran asiáticos, el 0% eran isleños del Pacífico, el 0% eran de otras razas y el 1.51% pertenecían a dos o más razas. Del total de la población el 0.67% eran hispanos o latinos de cualquier raza.